# Victor Sévère
Pour les articles homonymes, voir Sévère.
Victor Sévère, né le 1er novembre 1867 à Case-Pilote (Martinique) et mort le 2 octobre 1957 à Fort-de-France (Martinique), est un homme politique français. Maire de Fort de France à plusieurs reprises entre 1900 et 1945 et député de la Martinique de 1906 à 1914 et de 1924 à 1928 et de 1936 à 1940. Il a été aussi président du Conseil général de la Martinique de 1905 à 1906.

## Biographie
Brillant élève, Victor Sévère poursuit ses études secondaires au lycée de Saint-Pierre où il obtient son baccalauréat. Puis, il entame des études de droit en France. Après avoir terminé ses études supérieures, titulaire de la licence, il s'inscrit comme avocat au barreau de Cayenne. En Guyane, il est élu conseiller général de 1893 à 1896. Ensuite, il retourne définitivement en Martinique son île d’origine et s’inscrit au barreau de Fort-de-France.
Jules Sévère, son frère, est maire de Case-Pilote de 1897 à 1913.

### Carrière politique
- 1893-1896 : Victor Sévère est conseiller général de la Guyane.
- 1900 : Victor Sévère est élu maire de Fort-de-France lors des municipales face au maire sortant Osman Duquesnay. Il occupera ce poste jusqu'en 1945 avec quelques interruptions de 1907 à 1908, de 1919 à 1924 et de 1941 à 1943. Sa présence à la tête de la municipalité est marquée par de nombreuses réalisations.
- 1905-1906 : président du Conseil général de la Martinique
- 1906 : Victor Sévère est élu député dans la circonscription Nord face à Joseph Lagrosillière et Fernand Clerc. À la Chambre des députés il s'inscrit au groupe des radicaux-socialistes.
- 1910 : Victor Sévère est réélu député mais cette fois-ci dans le Sud, mandat qu'il occupera jusqu'en 1914.
- 1924-1928 : Victor Sévère est député de la circonscription Sud.
- 1934-1940 : Victor Sévère est conseiller général à Fort-de-France.
- 1936-1940 : Victor Sévère est député de la circonscription Nord.

### Pendant la Seconde Guerre mondiale
Au début de l'Occupation, alors que la Martinique est administrée par l'amiral Robert, Victor Sévère s'oppose farouchement à ce dernier et au régime de Vichy. En 1941, il est écarté de la mairie de la capitale et l'amiral Robert nomme à sa place Jean de Laguarigue. Son appartenance à la franc-maçonnerie n'est pas étrangère à cette mesure. En 1942 il participe à la Résistance et se fait particulièrement remarquer après le débarquement en Afrique du Nord. En 1943, il contribue à la formation du Comité de libération nationale qui assure le ralliement des Antilles aux Forces françaises libres. Nommé à l'Assemblée consultative provisoire en novembre 1943, il en démissionne en janvier 1944, pour raison de santé.

### Après la Seconde Guerre mondiale
En 1945, il ne brigue pas un dernier mandat à la mairie de Fort-de-France et à 78 ans se retire de la vie politique. Il s'installe pendant quelques années dans son domaine de Choiseul à Case-Pilote. Victor Sévère meurt le 2 octobre 1957 à l'âge de 90 ans et est inhumé dans le cimetière de Case-Pilote.

## Distinctions
- Officier de la Légion d'honneur (21 octobre 1932)[3]
- Médaille de la Résistance française avec rosette (24 avril 1946)[4]
- Officier d'académie